# Yuval Raphael
Yuval Raphael, född den 5 november 2000 i Tel Aviv, är en israelisk sångare. Hon representerade Israel i Eurovision Song Contest 2025 med låten "New Day Will Rise" efter att ha vunnit talangtävlingen The Rising Star. Raphael slutade på andra plats i Eurovisionfinalen, men fick flest tittarröster av alla bidrag.

## Biografi
Raphael kommer från Ra'anana, Israel. Hon föddes i Tel Aviv och växte upp i moshaven Pedaya. Hon tillbringade tre år av sin barndom i Genève, Schweiz.    Som barn lyssnade hon på rockband som Led Zeppelin och Scorpions, och sångare som Beyoncé och Céline Dion. Hon började sjunga professionellt 2023.
Raphael deltog i musikfestivalen Nova Sukkot Gathering i Re'im under massakern vid musikfestivalen i Re'im den 7 oktober 2023. Hon var en av elva överlevande, efter att ha gömt sig i ett skyddsrum nära kibbutzen Be'eri tillsammans med 50 andra personer. Hon fick splitterskador från granater som kastades in i skyddsrummet men överlevde gömd under andras döda kroppar.